# Yéremi Jesús Pino Santos
Yéremi Jesús Pino Santos (Las Palmas, Canàries, 20 d'octubre de 2002), conegut com a Yéremi Pino, és un futbolista canari. Juga de migcampista i el seu equip actual és el Vila-real CF de la Primera Divisió espanyola. És internacional amb la selecció espanyola.

## Trajectòria
Yéremi Pino va arribar al Vila-real procedent de la Unión Deportiva Las Palmas després que observadors del Vila-real el veiessin jugant amb el combinat cadet de Canàries en el campionat de seleccions autonòmiques d'Espanya disputat a Canàries el 2016.
A partir de 2020 forma part del segon equip, el Vila-real B, debutant fins i tot com a professional amb el primer equip del Vila-real el 22 d'octubre de 2020, en un partit de la UEFA Europa League 2020-21, que va acabar en victòria del Vila-real CF per 5-3 enfront del Sivasspor. Una setmana després va marcar el seu primer gol amb el Vila-real, en un partit de l'Europa League enfront del Qarabağ FK, que va posar fi a victòria del conjunt groc per 1-3.

## Internacional
Yéremi ha estat internacional sub-16, sub-17 i sub-18 amb la selecció espanyola. Va ser convocat pel mundial sub 17 de 2019, però no hi va poder acudir per una important lesió en un ull dos dies abans del seu començament.
En 2021 va ser convocat per a l'Europeu Sub-21, substituint el lesionat Mateu Morey.
El 18 de juny de 2023 va jugar com a titular a la final de la Lliga de Nacions de la UEFA 2023 que Espanya va guanyar contra Croàcia per 5-4 als penals després d'un empat a 0 després de la pròrroga assolint així el seu primer títol de la Lliga de Nacions de la UEFA.

## Palmarès
Vila-real CF
- 1 Lliga Europa de la UEFA: 2020-21

Selecció espanyola
- 1 Lliga de les Nacions de la UEFA: 2022-23[9]